# Aralia kansuensis
Aralia kansuensis är en araliaväxtart som beskrevs av G.Hoo. Aralia kansuensis ingår i släktet Aralia och familjen Araliaceae. Inga underarter finns listade.